# Clypeolabus curtitarsis
Clypeolabus curtitarsis là một loài tò vò trong họ Ichneumonidae.